# 蓮池藩
蓮池藩（はすのいけはん）は、佐賀藩の支藩。藩主家は蓮池鍋島家。

## 概要
立藩の時期は諸説ありはっきりしないが、江戸時代初期に初代佐賀藩主・鍋島勝茂の五男・直澄が佐賀藩領内の佐嘉郡・神埼郡・杵島郡・松浦郡・藤津郡において5万2000石（佐賀藩の内高）を与えられたことに始まる。当初、佐賀城三の丸に政庁を構えたが、後に蓮池（現佐賀市蓮池町）に陣屋を構えた。領地は陣屋が所在する佐賀郡・神埼郡の東側と、杵島郡・松浦郡・藤津郡の西側に分かれ、西側領地は長崎街道の宿場町である塩田宿が統治の拠点となった。
小城藩と同じく参勤交代を行っていた。享保15年（1730年）、参勤交代の免除を願い出たが、佐賀藩より却下された。
明治4年（1871年）、廃藩置県により蓮池県となる。その後、伊万里県・佐賀県・三潴県・長崎県を経て佐賀県に編入された。
藩主の鍋島家は明治2年（1869年）に華族に列し、明治17年（1884年）の華族令で子爵に叙せられた。

## 歴代蓮池藩主
1. 直澄
2. 直之
3. 直称
4. 直恒
5. 直興
6. 直寛
7. 直温
8. 直与
9. 直紀

## 蓮池藩家老
石井家、成富家、松枝家、峯家